# Покровська сільська рада (Кропивницький район)
| Покровська сільська рада — колишній орган місцевого самоврядування у Кропивницькому районі Кіровоградської області з адміністративним центром у с. Покровське. Сільській раді підпорядковані населені пункти: - с. Покровське - с. Демешкове - с. Любо-Надеждівка |

## Склад ради
Рада складається з 16 депутатів та голови.

### Керівний склад ради
| ПІБ                          | Основні відомості                                                                     | Дата обрання | Дата звільнення |
| ---------------------------- | ------------------------------------------------------------------------------------- | ------------ | --------------- |
| Богданова Людмила Вікторівна | Сільський голова, 1956 року народження, освіта, член народної партії                  | 26.03.2006   | 31.10.2010      |
| Богданова Людмила Вікторівна | Сільський голова, 1956 року народження, освіта вища, член Української Народної Партії | 31.10.2010   |                 |

Примітка: таблиця складена за даними джерела

## Населення
Згідно з переписом УРСР 1989 року чисельність наявного населення сільської ради становила 1228 осіб, з яких 535 чоловіків та 693 жінки.
За переписом населення України 2001 року в селі мешкало 1180 осіб.

### Мова
Розподіл населення за рідною мовою за даними перепису 2001 року:
| Мова       | Відсоток |
| ---------- | -------- |
| українська | 55,04 %  |
| російська  | 42,51 %  |
| молдовська | 1,27 %   |
| вірменська | 0,59 %   |
| білоруська | 0,17 %   |
| болгарська | 0,08 %   |
| угорська   | 0,08 %   |
| інші       | 0,26 %   |